# Mathilda Hodgkins-Byrne

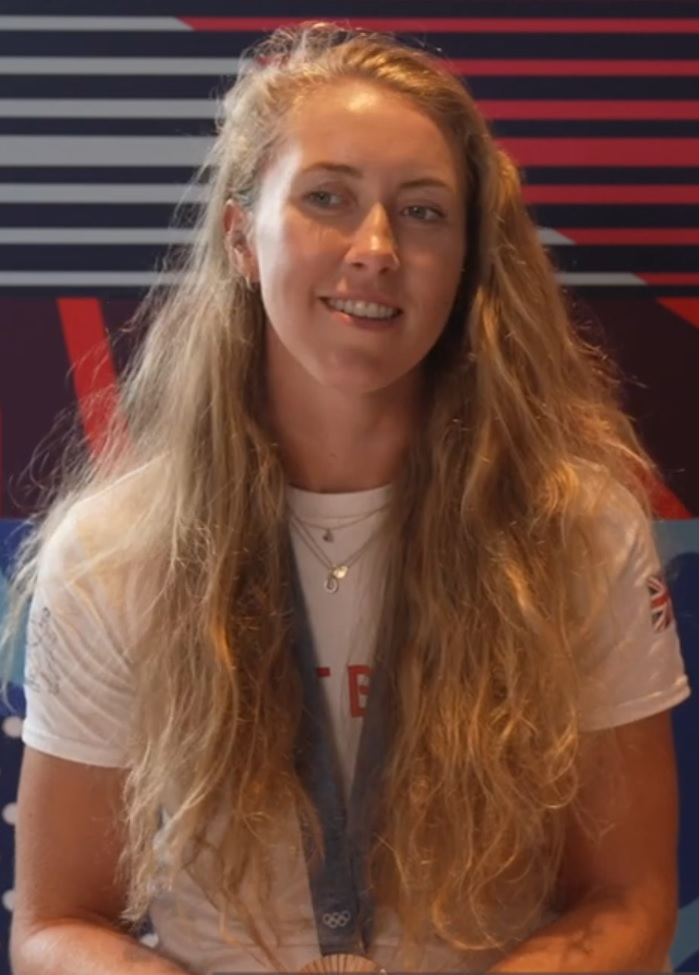
Mathilda Hodgkins-Byrne bei den Olympischen Spielen 2024 in Paris.

Mathilda Kathryn Hodgkins-Byrne (* 1. Oktober 1994 in London) ist eine britische Ruderin. 2024 gewann sie die olympische Bronzemedaille im Doppelzweier, nachdem sie bereits 2017 erstmals Weltmeisterschaftsdritte im Doppelvierer geworden war.

## Sportliche Karriere
Mathilda Hodgkins-Byrne begann 2011 beim Hereford Rowing Club mit dem Rudersport. Sie hat ein Studium der Chemie an der University of Reading abgeschlossen und rudert für den Reading University Boat Club.
2014 wurde sie mit dem Doppelvierer Fünfte bei den U23-Weltmeisterschaften. 2015 folgte der vierte Platz im Doppelzweier. 2016 belegte sie den siebten Platz im Einer bei den Europameisterschaften in Brandenburg an der Havel. Sie versuchte sich auch im Einer für die Olympischen Spiele 2016 zu qualifizieren, das gelang ihr allerdings nicht. Bei den U23-Weltmeisterschaften 2016 siegte sie im Doppelzweier zusammen mit Jessica Marie Leyden.
2017 bei den Europameisterschaften in Račice u Štětí erruderte der britische Doppelvierer mit Bethany Bryan, Mathilda Hodgkins-Byrene, Jessica Marie Leyden und Holly Nixon die Bronzemedaille hinter den Deutschen und den Niederländerinnen. Bei den Weltmeisterschaften 2017 in Sarasota gewann das Boot in der gleichen Besetzung Bronze hinter Niederländerinnen und Polinnen. 2018 war Hodgkins-Byrne die einzig Verbliebene aus dem Vorjahres-Doppelvierer. Bei den Europameisterschaften in Glasgow wurden Alice Baatz, Mathilda Hodgkins-Byrne, Melissa Wilson und Zoe Lee Vierte mit über einer Sekunde Rückstand auf die drittplatzierten Niederländerinnen. Für die Weltmeisterschaften in Plowdiw kehrte Leyden für Baatz ins Boot zurück, die Britinnen belegten den fünften Platz. 2019 bei den Europameisterschaften in Luzern trat der britische Doppelvierer mit Jessica Marie Leyden, Melissa Wilson und den Schwestern Mathilda und Charlotte Hodgkins-Byrne an und belegte den fünften Platz. Bei den Weltmeisterschaften in Linz/Ottensheim erreichte die Crew den sechsten Platz.
Wegen der COVID-19-Pandemie fielen die meisten für 2020 vorgesehenen Ruderregatten aus oder wurden auf 2021 verschoben. Bei den Europameisterschaften 2021 in Varese siegte der niederländische Doppelvierer mit 0,42 Sekunden Vorsprung vor Mathilda Hodgkins-Byrne, Hannah Scott, Charlotte Hodgkins-Byrne und Lucy Glover. Bei den Olympischen Spielen in Tokio verfehlten die vier Britinnen den Einzug ins A-Finale und belegten als Siegerinnen des B-Finales den siebten Platz.
Danach pausierte Mathilda Hodgkins-Byrne und wurde 2022 Mutter eines Sohns. 2024 kehrte sie zurück und bildete einen Doppelzweier zusammen mit Rebecca Wilde. Bei den Europameisterschaften 2024 in Szeged wurden die beiden Siebte unter acht Booten. Die beiden traten auch bei der letzten Qualifikationsregatta für die Olympischen Spiele an und erkämpften das Ticket mit einem zweiten Platz hinter dem tschechischen Doppelzweier. Bei den Olympischen Spielen in Paris traten 13 Doppelzweier an. Hodgkins-Byrne und Wilde erreichten das A-Finale und wurden Dritte hinter den Booten aus Neuseeland und aus Rumänien. Im Ziel hatten sie eine Sekunde Vorsprung vor den viertplatzierten Niederländerinnen.